# Herman Riley
Herman Riley (* 31. August 1933 in Algiers, Louisiana; † 14. April 2007 in Los Angeles) war ein US-amerikanischer Jazz-Musiker (Tenorsaxophon, Flöte), der vor allem im Raum Los Angeles aktiv war.

## Leben und Wirken
Riley spielte in seiner Jugendzeit in New Orleans mit lokalen Gruppen; nach Ableistung seines Militärdienstes (1955–57) besuchte er das San Diego City College. Anfang der 1960er-Jahre zog er nach Los Angeles, wo er ab Mitte des Jahrzehnts u. a. bei Della Reese und Richard Boone spielte und mehrere Jahre Mitglied des Bobby Bryant Sextetts war. Im folgenden Jahrzehnt arbeitete er mit Bobby Hutcherson, ab 1972 in New York mit Gene Ammons und Blue Mitchell. In dieser Zeit spielte er als Sessionmusiker außerdem mit Cal Tjader, Lorez Alexandria, Ernie Andrews, John Handy, Frank Capp und Joe Sample. Zu Beginn der 1980er-Jahre war er Mitglied im Lionel Hampton Orchestra.
Unter eigenem Namen legte er 1984 das Album Heman vor, an dem Ron Eschete, Milcho Leviev, John B. Williams und Paul Humphrey mitwirkten. Im Bereich des Jazz war er zwischen 1966 und 2006 an 77 Aufnahmesessions beteiligt, u. a. in späteren Jahren auch bei Stacy Rowles, Mercer Ellington, Maxine Sullivan, Jeannie Cheatham, Jimmy Smith und Ernestine Anderson. Kurz vor seinem Tod entstanden 2006 im Yoshi’s letzte Mitschnitte in der Band von Kenny Burrell.